# Phlegmariurus
Phlegmariurus är ett släkte av lummerväxter. Phlegmariurus ingår i familjen lummerväxter.

## Dottertaxa tillPhlegmariurus, i alfabetisk ordning[1]
- Phlegmariurus acerosus
- Phlegmariurus acifolius
- Phlegmariurus acutus
- Phlegmariurus affinis
- Phlegmariurus afromontanus
- Phlegmariurus albescens
- Phlegmariurus amentaceus
- Phlegmariurus andinus
- Phlegmariurus apolinari-mariae
- Phlegmariurus aqualupianus
- Phlegmariurus arcuatus
- Phlegmariurus aristei
- Phlegmariurus ascendens
- Phlegmariurus attenuatus
- Phlegmariurus australis
- Phlegmariurus austroecuadoricus
- Phlegmariurus austrosinicus
- Phlegmariurus badinianus
- Phlegmariurus balansae
- Phlegmariurus bampsianus
- Phlegmariurus banayanicus
- Phlegmariurus beitelianus
- Phlegmariurus beitelii
- Phlegmariurus biformis
- Phlegmariurus binervius
- Phlegmariurus bolanicus
- Phlegmariurus bolivianus
- Phlegmariurus borneensis
- Phlegmariurus brachiatus
- Phlegmariurus brachystachys
- Phlegmariurus bradeorum
- Phlegmariurus brassii
- Phlegmariurus brevifolius
- Phlegmariurus brongniartii
- Phlegmariurus buesii
- Phlegmariurus callitrichifolius
- Phlegmariurus campianus
- Phlegmariurus cancellatus
- Phlegmariurus capellae
- Phlegmariurus capillaris
- Phlegmariurus carinatus
- Phlegmariurus catacachiensis
- Phlegmariurus catharinae
- Phlegmariurus cavifolia
- Phlegmariurus chamaeleon
- Phlegmariurus changii
- Phlegmariurus chiricanus
- Phlegmariurus christii
- Phlegmariurus ciliolatus
- Phlegmariurus clarkianus
- Phlegmariurus clausenii
- Phlegmariurus cleefianus
- Phlegmariurus colanensis
- Phlegmariurus columnaris
- Phlegmariurus comans
- Phlegmariurus compactus
- Phlegmariurus copelandiana
- Phlegmariurus copelandii
- Phlegmariurus coralium
- Phlegmariurus coriacea
- Phlegmariurus costaricensis
- Phlegmariurus crassus
- Phlegmariurus crebra
- Phlegmariurus crucis-australis
- Phlegmariurus cruentus
- Phlegmariurus cryptomerianus
- Phlegmariurus cubana
- Phlegmariurus cuernavacensis
- Phlegmariurus cumingii
- Phlegmariurus cuneifolius
- Phlegmariurus cunninghamioides
- Phlegmariurus curiosa
- Phlegmariurus curvifolius
- Phlegmariurus dacrydioides
- Phlegmariurus dalhousieana
- Phlegmariurus darwinianus
- Phlegmariurus delbrueckii
- Phlegmariurus deminuens
- Phlegmariurus dianae
- Phlegmariurus dichaeoides
- Phlegmariurus dichotomus
- Phlegmariurus dielsii
- Phlegmariurus echinatus
- Phlegmariurus edanoi
- Phlegmariurus ellenbeckii
- Phlegmariurus elmeri
- Phlegmariurus engleri
- Phlegmariurus eremorum
- Phlegmariurus ericifolius
- Phlegmariurus erosus
- Phlegmariurus erythrocaulon
- Phlegmariurus espinosanus
- Phlegmariurus eversus
- Phlegmariurus fargesii
- Phlegmariurus filiformis
- Phlegmariurus firmus
- Phlegmariurus flagellacea
- Phlegmariurus foliaceus
- Phlegmariurus foliosa
- Phlegmariurus fontinaloides
- Phlegmariurus fordii
- Phlegmariurus friburgensis
- Phlegmariurus funiculus
- Phlegmariurus funiformis
- Phlegmariurus gagnepainiana
- Phlegmariurus galapagensis
- Phlegmariurus giganteus
- Phlegmariurus glaucus
- Phlegmariurus gnidioides
- Phlegmariurus goebelii
- Phlegmariurus goudotii
- Phlegmariurus guangdongensis
- Phlegmariurus gunturensis
- Phlegmariurus haeckelii
- Phlegmariurus haitensis
- Phlegmariurus hamiltonii
- Phlegmariurus hartwegianus
- Phlegmariurus hastatus
- Phlegmariurus hellwigii
- Phlegmariurus hemleri
- Phlegmariurus henryi
- Phlegmariurus heterocarpon
- Phlegmariurus heteroclitus
- Phlegmariurus hexastichus
- Phlegmariurus hildebrandtii
- Phlegmariurus hippurideus
- Phlegmariurus hippuris
- Phlegmariurus hochreutineri
- Phlegmariurus hoffmannii
- Phlegmariurus hohenackeri
- Phlegmariurus holstii
- Phlegmariurus homocarpus
- Phlegmariurus horizontalis
- Phlegmariurus huberi
- Phlegmariurus humbertii-henrici
- Phlegmariurus hypogaeus
- Phlegmariurus hystrix
- Phlegmariurus ignambiensis
- Phlegmariurus innocentius
- Phlegmariurus intermedius
- Phlegmariurus itambensis
- Phlegmariurus jaegeri
- Phlegmariurus javanica
- Phlegmariurus kajewskii
- Phlegmariurus kaysseri
- Phlegmariurus keysseri
- Phlegmariurus killipii
- Phlegmariurus kuesteri
- Phlegmariurus lancifolius
- Phlegmariurus lauterbachii
- Phlegmariurus lechleri
- Phlegmariurus ledermannii
- Phlegmariurus leptodon
- Phlegmariurus lignosus
- Phlegmariurus lindenii
- Phlegmariurus linifolius
- Phlegmariurus llanganatensis
- Phlegmariurus lockyeri
- Phlegmariurus loefgrenianus
- Phlegmariurus longus
- Phlegmariurus loxensis
- Phlegmariurus luederwaldtii
- Phlegmariurus macbridei
- Phlegmariurus macgregorii
- Phlegmariurus magnificus
- Phlegmariurus magnusiana
- Phlegmariurus mandiocanus
- Phlegmariurus mannii
- Phlegmariurus marsupiiformis
- Phlegmariurus martii
- Phlegmariurus megastachya
- Phlegmariurus melanesica
- Phlegmariurus merrillii
- Phlegmariurus mesoamericanus
- Phlegmariurus mexicanus
- Phlegmariurus mildbraedii
- Phlegmariurus mingcheensis
- Phlegmariurus minutifolius
- Phlegmariurus mollicomus
- Phlegmariurus molongensis
- Phlegmariurus montana
- Phlegmariurus mooreana
- Phlegmariurus mortonii
- Phlegmariurus multifaria
- Phlegmariurus myrsinites
- Phlegmariurus myrtifolia
- Phlegmariurus myrtuosus
- Phlegmariurus neocaledonica
- Phlegmariurus nesselii
- Phlegmariurus nilagirica
- Phlegmariurus nudus
- Phlegmariurus nummulariifolius
- Phlegmariurus nutans
- Phlegmariurus nyalamensis
- Phlegmariurus obovalifolius
- Phlegmariurus obtusifolius
- Phlegmariurus ocananus
- Phlegmariurus oceaniana
- Phlegmariurus oellgaardii
- Phlegmariurus oltmannsii
- Phlegmariurus ophioglossoides
- Phlegmariurus orizabae
- Phlegmariurus ovatifolius
- Phlegmariurus parksii
- Phlegmariurus patentissimus
- Phlegmariurus pearcei
- Phlegmariurus pecten
- Phlegmariurus perrierianus
- Phlegmariurus petiolatus
- Phlegmariurus pflanzii
- Phlegmariurus phlegmaria
- Phlegmariurus phlegmarioides
- Phlegmariurus phylicifolius
- Phlegmariurus phyllanthus
- Phlegmariurus picardae
- Phlegmariurus pichianus
- Phlegmariurus pinifolius
- Phlegmariurus piscium
- Phlegmariurus pithyoides
- Phlegmariurus pittieri
- Phlegmariurus polaris
- Phlegmariurus polycarpos
- Phlegmariurus polycladus
- Phlegmariurus polydactylus
- Phlegmariurus polylepidetorum
- Phlegmariurus pringlei
- Phlegmariurus prolifera
- Phlegmariurus pruinosus
- Phlegmariurus pseudovaria
- Phlegmariurus pulcherrimus
- Phlegmariurus pungentifolia
- Phlegmariurus quadrifariatus
- Phlegmariurus recurvifolius
- Phlegmariurus reflexus
- Phlegmariurus regnellii
- Phlegmariurus ribourtii
- Phlegmariurus riobambensis
- Phlegmariurus robustus
- Phlegmariurus rosenstockianus
- Phlegmariurus rostrifolius
- Phlegmariurus rubricus
- Phlegmariurus rubrus
- Phlegmariurus rufescens
- Phlegmariurus rupicolus
- Phlegmariurus sagasteguianus
- Phlegmariurus salvinioides
- Phlegmariurus samoanus
- Phlegmariurus sanctae-barbarae
- Phlegmariurus sarmentosus
- Phlegmariurus saururus
- Phlegmariurus scabridus
- Phlegmariurus schlimii
- Phlegmariurus schmidtchenii
- Phlegmariurus sellifolius
- Phlegmariurus sellowianus
- Phlegmariurus serpentiformis
- Phlegmariurus setifolius
- Phlegmariurus shangsiensis
- Phlegmariurus sieberianus
- Phlegmariurus sieboldii
- Phlegmariurus silveirae
- Phlegmariurus simonii
- Phlegmariurus sintenisii
- Phlegmariurus societensis
- Phlegmariurus socratis
- Phlegmariurus sooianus
- Phlegmariurus sotae
- Phlegmariurus spongiosa
- Phlegmariurus squarrosus
- Phlegmariurus staudtii
- Phlegmariurus stemmermanniae
- Phlegmariurus subfalciformis
- Phlegmariurus subintegrus
- Phlegmariurus submoniliformis
- Phlegmariurus subtrifoliatus
- Phlegmariurus subtubulosus
- Phlegmariurus subulatus
- Phlegmariurus tafanensis
- Phlegmariurus talamancanus
- Phlegmariurus talamauanus
- Phlegmariurus talpiphilus
- Phlegmariurus tauri
- Phlegmariurus taxifolius
- Phlegmariurus tenuicaulis
- Phlegmariurus tenuis
- Phlegmariurus terrae-guilelmii
- Phlegmariurus tetragonus
- Phlegmariurus tetrasticha
- Phlegmariurus thwaitesii
- Phlegmariurus toppingii
- Phlegmariurus tournayanus
- Phlegmariurus transiens
- Phlegmariurus transilla
- Phlegmariurus treitubensis
- Phlegmariurus trifoliatus
- Phlegmariurus trigonus
- Phlegmariurus tubulosus
- Phlegmariurus ulei
- Phlegmariurus ulixis
- Phlegmariurus unguiculatus
- Phlegmariurus urbani
- Phlegmariurus vanikorensis
- Phlegmariurus varius
- Phlegmariurus warneckei
- Phlegmariurus watsonianus
- Phlegmariurus weberbaueri
- Phlegmariurus weddellii
- Phlegmariurus venezuelanicus
- Phlegmariurus vernicosus
- Phlegmariurus verticillatus
- Phlegmariurus whitfordii
- Phlegmariurus villonacensis
- Phlegmariurus wilsonii
- Phlegmariurus vrieseanus
- Phlegmariurus xiphophylla
- Phlegmariurus yunnanensis